# Bursa de Valori a Moldovei
Bursa de Valori a Moldovei (BVM) este o bursă de valori din Chișinău, Republica Moldova. Ea a fost fondată în decembrie 1994, ca societate pe acțiuni de tip închis. Primele negocieri la bursă au avut loc la 26 iunie 1995.

## Istoric
Bursa de Valori a Moldovei a fost fondată în luna decembrie 1994, în baza Legii cu privire la circulația valorilor mobiliare și bursele de valori. La crearea bursei au participat 34 de fondatori - participanți profesioniști la piața valorilor mobiliare. Primele negocieri au avut loc la 26 iunie 1995, considerată ziua de "naștere" a Bursei de Valori a Moldovei.
Începând cu luna mai 1995 BVM este membru activ al Federației Burselor Euro-Asiatice (FEAS), creată în 1995 la inițiativa Bursei de Valori din Istanbul.
 
Din luna iulie 2008 BVM face parte din Asociația Internațională a Burselor CSI, asociație fondată la Moscova în anul 2000 cu scopul de a coordona eforturile în ceea ce privește dezvoltarea piețelor financiare din fiecare stat în corespundere cu standardele internaționale. 

## Structura
Organul suprem de conducere al Bursei este Adunarea generala a Acționarilor. În perioada dintre adunările generale, administrarea reglementată și eficientă a Bursei este efectuată de Consiliul Bursei constituit din 18 persoane alese pe un termen de patru ani. Controlul activității economico-financiare a BVM este desfășurat de către Comisia de Cenzori a Bursei, care se subordonează numai adunării generale a acționarilor. Realizarea eficientă a obiectivelor Bursei este asigurată de Președintele Bursei. Activitatea Bursei este realizată nemijlocit de Departamentele acesteia, ele efectuând funcții clar determinate în baza propriilor regulamente privind organizarea și funcționarea, aprobate de Președintele Bursei. În prezent în cadrul Bursei își desfășoară activitatea următoarele departamente: 
- Departamentul Listing, Marketing si Cotare
- Departamentul Clearing și Decontări
- Departamentul pentru Supravegherea Pieței
- Departamentul Sistemul Electronic

## Emitenți
Nivelul I de cotare
- Banca de Economii
- Banca Socială
- Investprivatbank (delisting din 01.07.2009)
- Mobiasbancă
- Moldindconbank
- Moldova Agroindbank
- Efes Vitanta Moldova Brewery
- EuroCreditBanc (delisting din 01.07.2008)
- Victoriabank
- Unibank

Nivelul II de cotare
- Basarabia Nord (delisting din 08.06.2012)
- IPTEH
- Moldpresa (delisting din 01.10.2009)
- Produse Cerealiere (delisting din 22.04.2009)
- Universcom (delisting din 01.07.2010)
- DAAC-Hermes (delisting din 09.01.2012)
- Floarea-Soarelui
- Supraten (delisting din 01.07.2013)